# Гремерсдорф-Бухгольц
Гремерсдорф-Бухгольц (нім. Gremersdorf-Buchholz) — громада в Німеччині, розташована в землі Мекленбург-Передня Померанія. Входить до складу району Передня Померанія-Рюген. Складова частина об'єднання громад Францбург-Ріхтенберг.
Площа — 49,99 км2. Населення становить 684 ос. (станом на 31 грудня 2020).